# کشش لوله
کشش لوله از دسته ی فرآیندهای شکل دهی فلزات است. این فرآیند زیرمجموعه‌ی فرآیند های کشش است که برای شکل دهی ورق های فلزی استفاده می‌شود. این فرآیند باعث تولید لوله های با کیفیت بالا با ابعاد دقیق، پرداخت سطحی خوب میشود. همچنین به دلیل انجام فرآیند کار سرد استحکام لوله به طور قابل توجهی افزایش می یابد.  به همین دلیل این فرآیند برای بسیاری از مواد، عمدتاً فلزکاری و همچنین شیشه ایجاد شده است. از آنجایی که طراحی لوله بسیار متنوع است، برای تولید در تیراژ بزرگ و کوچک مناسب است.  از این فرآیند برای کاهش قطر یا کاهش ضخامت دیواره لوله‌ها استفاده میشود. لوله های به کار رفته در این فرآیند، لوله‌های پیوسته‌ای هستند که پیش از وارد شدن به پروسه کشش توسط فرآیندهای دیگری عموما روزن‌رانی تولید شده‌اند و سپس وارد دستگاه کشش می‌شوند. 
پروسه کشش لوله عموما در پنج حالت انجام میشود: لوله شناور، ماندرل کشی، ماندرل ثابت، ماندرل متحرک و ماندرل شناور. ماندرل در بسیاری از انواع برای جلوگیری از کمانش یا چروک شدن قطعه کار استفاده می شود.

### فرآیندها

#### فرآیند لوله شناور
فرآیند لوله شناور،که همچنین تحت عنوان کشش آزاد لوله نیز شناخته می شود، قطر لوله را بدون ماندرل داخل لوله کاهش می دهد. عوامل زیادی بر اندازه قطر داخلی لوله تاثیر گذار است. این عوامل عبارتند از قطر داخلی و خارجی لوله استوک، قطر خارجی محصول نهایی، طول فرود قالب، میزان کشش برگشتی و اصطکاک بین لوله و قالب.  این نوع عملیات کشش اقتصادی ترین نوع از میان روش های مرسوم کشش لوله است، به ویژه در لوله های با دیواره ضخیم و لوله هایی که دارای قطری کوچکتر از ۱۲ میلیمتر (۰٫۴۷ اینچ) هستند،  اما از طرفی کیفیت سطح محصول نهایی در مقایسه با روش‌های دیگر کمتر خواهد بود. با افزایش ضخامت لوله، کیفیت پرداخت سطح کاهش می یابد. این فرآیند اغلب برای ساخت لوله‌های استفاده شده در مبلمان های ارزان قیمت استفاده میشود. 

#### کشش میله
کشیدن میله فرآیندی است که لوله را با یک ماندرل در داخل لوله می کشد. در این فرآیند، ماندرل با لوله کشیده می شود. مزیت این فرآیند نسبت به دیگر فرآیندهای کشش لوله، این است که  قطر داخلی لوله توسط قطر خارجی ماندرل تعیین میشود و همچنین محصول نهایی از کیفیت سطحی مناسبی برخوردار است. همچنین نسبت به دیگر فرآیندها زمان راه اندازی سریع تر است و میتوان از این روش  برای فرآیند کوتاه و سریع استفاده کرد. از طرف دیگر معایب این روش، این است که طول لوله‌های تولید شده در این روش توسط طول ماندرل محدود می شود، معمولاً طول لوله های تولید شده در این روش بیش از ۱۰۰ فوت (۳۰ متر) نمی باشد. همچنین در انتهای فرآیند لازم است تا ماندرل خارج شود و این نیازمند یک مرحله اضافه است که به آن  چرخش (reeling) گفته میشود. این نوع فرآیند معمولاً بر روی لوله های با دیواره سنگین یا دارای قطر داخل کوچک استفاده می شود. کاربردهای متداول عبارتند از لوله های فشار بسیار بالا و لوله های هیدرولیک (در فرآیند تولید لوله های هیدرولیک پس از مرحله کشش میله، یک فرآیند کشش آزاد لوله نیز وجود دارد).  این فرآیند همچنین برای ساخت دقیق دسته ترومبون استفاده می شود. 

#### کشش با ماندرل ثابت
کشش با ماندرل ثابت که به عنوان Fixed plug drawing  نیز شناخته می شود،  یکی دیگر از روش های مرسوم برای تولید لوله ها بوسله کشش است. در این فرآیند ماندرلی در انتهای قالب قرار داده میشود که وظیفه این ماندرل شکل دادن و حفظ قطر داخلی لوله تولید شده است.از مزایا این فرآیند میتوان به این اشاره کرد که به‌دلیل استفاده از ماندرل نسبت به روش هایی که در آنها ماندرل استفاده نمیشود، میتوان کنترل بیشتری روی قطر داخلی لوله داشت. همچنین وجود ماندرل باعث میشود که قطر دیواره لوله ثابت بماند، در حالی که صورت عدم استفاده از ماندرل ممکن است ضخامت دیواره لوله تولید شده در تمام طول ها یکسان نباشد. از  طرف دیگر این فرآیند کند است و همچنین حداکثر میزان کاهش سطح محدود است و ممکن است لازم باشد تا در فرآیند های متعدد و چندین بار قطر لوله کاهش یابد، اما بهترین کیفیت سطح داخلی را در بین هر یک از فرآیندهای موجود در روش کشش لوله را می دهد. این قدیمی ترین روش کشیدن لوله است. 

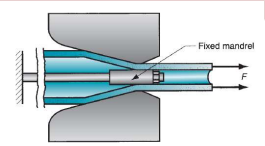
در این تصویر فرآیند کشش لوله با استفاده از ماندرل ثابت نشان داده شده است.

در این روش با توجه به ماهیت ثابت بودن ماندرل امکان استفاده از ماندرل هایی با طرحی های ساده تر وجود دارد که فرآیند کشش با استفاده از ماندرل ثابت را نسبت به باقی روش هایی که در آنها از ماندرل استفاده شده است اقتصادی تر میکند.

#### کشش با استفاده از ماندرل شناور
کشش با ماندرل شناور، با عنوان Floating plug drawing نیز شناخته می شود. در این روش از ماندرلی استفاده  میشود که به هیچ بخش دیگری از قالب یا دستگاه متصل نیست. بنابراین بدون لنگر انداختن بر روی قالب قطر داخلی لوله را شکل داده میشود. در این فرآیند ماندرل توسط نیروهای اصطکاک بین ماندرل و لوله نگه داشته می شود. این نیروی محوری توسط اصطکاک و فشاری که در پشت ماده تشکیل دهنده لوله قرا دارد، ایجاد می شود. بزرگترین مزیتی که این روش کشش لوله نسبت به باقی روش ها دارد این است که می توان از آن برای تولید لوله‌ در طول های بسیار طولانی استفاده کرد. گاهی طول لوله های تولید شده به این روش تا ۱٬۰۰۰ فوت (۳۰۰ متر) میرسد و عملا میتوان از این روش برای تولید نامحدود لوله استفاده کرد. از طرفی نقطه ضعف این روش است که نیاز به طراحی دقیق دارد و برخلاف روش کشش با استفاده از ماندرل ثابت، ماندرل طراحی شده باید دارای هندسه خاصی باشد و در غیر این صورت محصول نهایی فرآیند از کیفیت مناسب برخوردار نخداهد بود. این فرآیند اغلب برای تولید لوله های استفاده شده در لوله کشی چاه نفت استفاده می شود. 

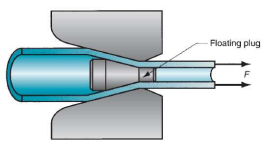
در این تصویر فرآیند کشش لوله با استفاده از روش ماندرل شناور نمایش داده شده است.

در این روش با توجه به ماهیت متجرک بودن ماندرل امکان استفاده از ماندرل هایی با طرحی های ساده تر وجود ندارد که فرآیند کشش با استفاده از ماندرل شناور را نسبت به باقی روش ها همانند استفاده از ماندرل ثابت، گران تر میکند.طراحی ماندرل این فرآیند باید به گونه ای صورت گیرد که به صورت طبیعی و بدون استفاده از اثر خارجی، ماندرل محل خود را در منطقه تنگنا (reduction zone) پیدا کند.

#### کشش با استفاده از ماندرل نیمه شناور
کشش با استفاده از ماندرل نیمه شناور، که به عنوان تTethered plug drawing نیز شناخته می شود، ترکیبی است بین طراحی ماندرل شناور و کشش ماندرل ثابت. ماندرل اجازه شناور شدن دارد، اما همچنان از طریق یک افسار لنگر انداخته است. این فرآیند نتایج مشابهی را به فرآیند ماندرل شناور می دهد، با این تفاوت که برای لوله های مستقیم طراحی شده است. این روش سطح داخلی بهتری نسبت به کشش میله ای می دهد. 